# Perils of the Deep Blue
| Оценки критиков | Оценки критиков |
| Источник        | Оценка          |
| --------------- | --------------- |
| About.com       | [ 1 ]           |

Perils of the Deep Blue («Опасности глубокого моря») — шестой альбом группы Sirenia, вышедший в 2013 году. Мастеринг и сведение выполнил Endre Kirkesola, в качестве продюсера выступил Мортен Веланд.

## Работа над альбомом
В 2012 Пилар присоединилась к норвежскому хору, чтобы приобрести немного нового опыта, а также вдохновения к грядущему релизу. По словам Мортена, начало этому альбому было положено ещё до выпуска предыдущего и весь процесс создания занял два с половиной года:

Вся группа и люди с которыми мы работаем в абсолютном восторге от альбома! Он поднимает Sirenia на следующий уровень и раскрывает множество новых граней нашего творчества. Здесь есть обычные, уже проверенные временем вещи, а также есть подходы которые вы никогда не слышали от нас раньше. Я думаю, я никогда не чувствовал себя так здорово за всю свою карьеру. То есть, конечно, я люблю все свои альбомы, но этот — нечто особенное. Это результат двух с половиной лет крови, пота и слёз. Я буквально вложил душу в него и теперь мне очень интересно, что думают поклонники и пресса о нём.
Оригинальный текст (англ.)The entire band and all the people we are working with are absolutely ecstatic about it! This album takes SIRENIA to the next level and brings many new sides of us to the table. There’s typical tried and tested SIRENIA stuff but also approaches that you’ve never heard from us before. I think I’ve never felt so good about an album throughout my entire career. I mean, I love them all, but this one is something special. It’s the result of two and a half years of blood, sweat and tears. I’ve literally put my heart and soul into this record, so I am very curious to see what our fans as well as the press will think about it!

## Обложка
Автором обложки является Anne Stokes, Мортен случайно обнаружил её рисунок в сети Интернет, связался с ней и получил разрешение на использование в качестве обложки:

Я наткнулся на эту картинку в Интернете и сразу же влюбился в неё по очевидным причинам — не секрет, что я всегда был очарован греческой мифологией и сиренами. Так что мы связались с Anne и, к счастью, она разрешила использовать свою работу в качестве обложки. Эта картинка фактически вдохновила меня на название альбома — «Опасности глубокого моря». Я считаю, что это идеальная обложка, мы ни в коем случае не должны были упустить эту возможность!
Оригинальный текст (англ.)Came across the artwork on the Internet and immediately fell in love with it for obvious reasons — it's no secret that I've always been fascinated by Greek mythology and sirens. So we got in touch with Anne and luckily she granted us the permits to use it for the record. I actually drew the inspiration for the album title, 'Perils Of The Deep Blue', from the artwork. In my opinion, it's the perfect SIRENIA cover — there was no way we could have let that opportunity slip away!

## Список композиций
1. Ducere Me In Lucem — 3:33
2. Seven Widows Weep — 6:57
3. My Destiny Coming To Pass — 5:16
4. Ditt Endelikt — 6:10
5. Cold Caress — 5:57
6. Darkling — 5:35
7. Decadence — 4:58
8. Stille Kom Døden — 12:42
9. The Funeral March — 5:34
10. Profound Scars — 6:09
11. A Blizzard Is Storming — 4:49
12. Chains (Bonus Track) — 4:24
13. Blue Colleen (Bonus Track) — 5:01
14. Once A Star (iTunes Bonus Track) — 5:14

## Участники записи
- Пилар «Айлин» Химе́нес Гарсия (исп. Pilar Giménez García) — женский вокал, перевод на испанский четвёртого трека[2]
- Мортен Веланд (норв. Morten Veland) — вся музыка и тексты, вокал, гитары, бас, пианино, синтезатор, программирование, терменвокс, мандолина, укулеле, губная гармоника, флейта

### Сессионные участники
- Pilar Garcia Ruiz — перевод на испанский четвёртого трека[2]
- Joakim Næss — мужской вокал на четвёртом треке

### Хор
- Эмилия Бернау (фр. Emilie Bernou)
- Эммануэль Зольдан (фр. Emmanuelle Zoldan)
- Матьё Ландри (фр. Mathieu Landry)
- Дамьен Сюриан (фр. Damien Surian)